# CSU Asesoft Ploiești
CSU Asesoft Ploiești ist ein rumänischer Basketballverein aus Ploiești. Es ist der einzige Verein aus Rumänien, der jemals einen Europapokal gewinnen konnte. 2005 gewann der Klub die FIBA EuroCup Challenge. Zudem gewann Asesoft elfmal die nationale Meisterschaft sowie sechsmal den nationalen Pokal.

## Geschichte
Der Verein wurde 1998 gegründet. Asesoft steckte sich mit der Gründung das Ziel, den rumänischen Basketball fortan zu dominieren. Nicht zuletzt wegen, für rumänische Verhältnisse, zahlungsfreudigen Sponsoren, gelang dies auch relativ schnell. Sechs Jahre nach Gründung des Vereins gewann man erstmals die Divizia A. Es folgten sechs weitere Titelgewinne in Serie, untermalt von sechs Pokalsiegen.
Zudem schaffte Asesoft 2005 historisches, als man als erster und bislang auch einziger rumänischer Basketballverein einen Europapokal gewinnen konnte. Durch einen knappen 75:74-Sieg im Finale gegen Lokomotive Rostow war man Sieger der mittlerweile umbenannten FIBA EuroCup Challenge.
Erst in der Saison 2010/11 konnte CS Universitatea Mobitelco Cluj-Napoca die nationale Titelflut von CSU stoppen. Im Jahr darauf wurde der Klub aber erneut und damit zum achten Mal rumänischer Meister. In der Saison 2013/14 gewann der Verein zum zehnten Mal die Landesmeisterschaft.

## Halle
Der Verein trägt seine Heimspiele in der 3.000 Plätze umfassenden Olimpia Sports Hall aus.

## Erfolge
- Sieger EuroCup Challenge (2005)
- 11× Rumänischer Meister
- 6× Rumänischer Pokalsieger

## Bekannte Spieler
| - Vladimir Kuzmanović - Nikola Bulatović - Kevin Burleson - Kevin Ford - Rashard Griffith |